# Seru

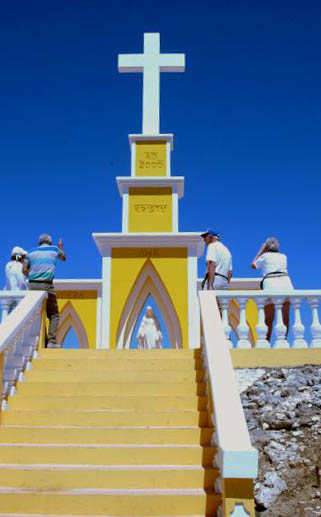
Uitzichtpunt op Seru Largu, Bonaire

Seru (uit het Papiaments), vroeger ook wel geschreven als ceru of seroe,  betekent op de Benedenwindse eilanden van de Nederlandse Antillen (Curaçao en Bonaire) heuvel. Op Aruba spreekt men doorgaans van cero. Het woord wordt in algemene zin gebruikt (in Otrobanda zegt men bijvoorbeeld "hij woont op de seru", wanneer men de hoger gelegen rand van het stadsdeel bedoelt), maar komt ook voor in tal van geografische eigennamen, ter aanduiding van bepaalde heuvels (Seru Colorado, Seru Pretu) maar ook van wijken (Seru Fortuna aan de noordkant van Willemstad), plaatsen (Seru Cocori, vroeger een plaatsje nu de uiterst noordoostelijke buitenwijk van Willemstad), straatnamen (Seru Fortunaweg) of landhuizen (Seru Grandi – ook de naam van een heuvel die het oosten van Curaçao domineert)). Zo is ceritu, afgeleid van seritu (heuveltje), een wijk van Willemstad aan de oostkant van het Schottegat. 
Als eigennamen komen verder voor in: 
 Aruba - Ser'i Compa, Ser'i Janchi, Ser'i Noca, Ser'i Padua, Ser'i Pos di Noord, Sero Alejandro, Seroe Blanco, Seru Bientu, Sero Bonchi, Sero Cabai, Sero Cadushi, Sero Colebra, Sero Cristal, Sero Cucu, Sero Gerard, Sero Grandi, Sero Kawara, Sero Largo, Sero Lopez, Sero Muskita, Sero Patrishi, Sero Pela, Sero Pita, Sero Plat, Sero Sumpiña, Sero Tijshi, Sero Tres Cabes, Sero Tula, Sero Wao-Wao.
 Bonaire - Ser'i Diabel, Ser'i Palmita, Ser'i Rincon, Seru Largu. 
 Curaçao - Ser'i Baha Hundu, Ser'i Cueba, Ser'i Domi, Ser'i Kalbas, Ser'i Karpata, Ser'i Otrabanda, Ser'i Palomba, Ser'i Pal'i Bandera, Seru Brandar, Seru Caboje, Seru Cocori, Seru Commandant, Seru Kabajé, Seru Kortapé, Seru Machu, Seru Mahuma, Seru Nobo, Seru Lora, Seru Pascu, Seru di Sabana, Seru Treinchi.